# Ilze Juhansone

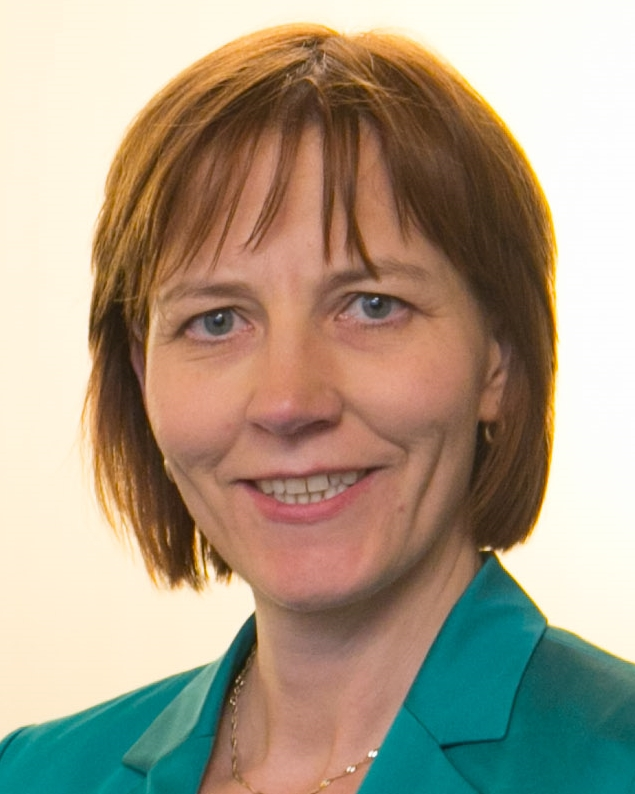
Ilze Juhansone (2015)

Ilze Juhansone (* 1971) ist eine lettische EU-Beamtin. Sie amtiert seit dem 14. Januar 2020 als Generaldirektorin im Generalsekretariat der Europäischen Kommission.

## Leben
Ilze Juhansone absolvierte von 1989 bis 1994 ein Studium der lettischen Philologie an der Universität Lettlands in Riga und dort zusätzlich ein juristisches Studium mit Masterabschluss 2005. Sie leitete von 1992 bis 1998 eine Berufsschule. Anschließend war sie bis 2003 im Amt für Staatsbürgerschaft und Migrationsangelegenheiten in Riga tätig. Sie wechselte dann bis 2004 nach Brüssel als Beraterin an die Ständige Vertretung Lettlands bei der Europäischen Union (EU). Bis 2008 amtierte sie als stellvertretende Staatssekretärin im lettischen Justizministerium. Für drei Jahre war sie danach im lettischen Außenministerium für EU-Angelegenheiten zuständig. Von 2011 bis 2015 vertrat sie Lettland als Botschafterin und ständige Vertreterin bei der EU.
Im November 2015 trat sie in den Dienst der Europäischen Kommission, zunächst als stellvertretende Generalsekretärin. Seit August 2019 war sie bereits als geschäftsführende Generalsekretärin im Amt.